# Evolución experimental
El término evolución biológica experimental, o evolución experimental, se refiere a la comprobación de hipótesis y teorías de la evolución biológica mediante el uso de experimentos controlados. Con las herramientas moleculares modernas, es posible identificar las mutaciones que actúa sobre la selección natural, lo que provocó las adaptaciones, y saber exactamente cómo funcionan estas mutaciones. Debido al gran número de generaciones requeridas para que la adaptación se produzca y pueda ser observada, los experimentos de evolución biológica típicamente se llevan a cabo con microorganismos tales como bacterias, levaduras o virus. Sin embargo, también se han realizado estudios con animales tales como zorros y con roedores, que han demostrado que adaptaciones notables pueden igualmente ocurrir en tan solo de diez a veinte generaciones; experimentos con los guppies silvestres han observado igualmente adaptaciones dentro de números comparables de generaciones.
La evolución experimental ha sido empleada para resolver diversas preguntas en distintas áreas de la evolución biológica, entre ellas: adaptación a ambientes específicos, estudios de las compensaciones y limitaciones evolutivas, estimación de los parámetros genéticos de una población y evaluación de teorías evolutivas. Durante décadas, ha sido el método de elección para el desarrollo de vacunas en contra de enfermedades virales y bacterianas, como: polio, tuberculosis, fiebre amarilla, sarampión, paperas y rubéola; contribuyendo a salvar millones de vidas. Posee, además, un gran potencial en biotecnología, pudiéndose emplear para el incremento de especialización y virulencia de un patógeno, o para la producción de agentes biocatalizadores y de control biológico con características deseadas como tolerancia a elevadas temperaturas.

## Evolución biológica
La evolución biológica es el cambio en herencia genética y fenotípica de las poblaciones biológicas a través de las generaciones, que ha originado la diversidad de formas de vida que existen sobre la Tierra a partir de un antepasado común. Los procesos evolutivos han causado la biodiversidad en cada nivel de la organización biológica, incluyendo los de especie, población, organismos individuales y molecular (evolución molecular). Toda la vida en la Tierra procede de un último antepasado común universal que existió entre hace 3800 y 3500 millones de años.

## Selección artificial

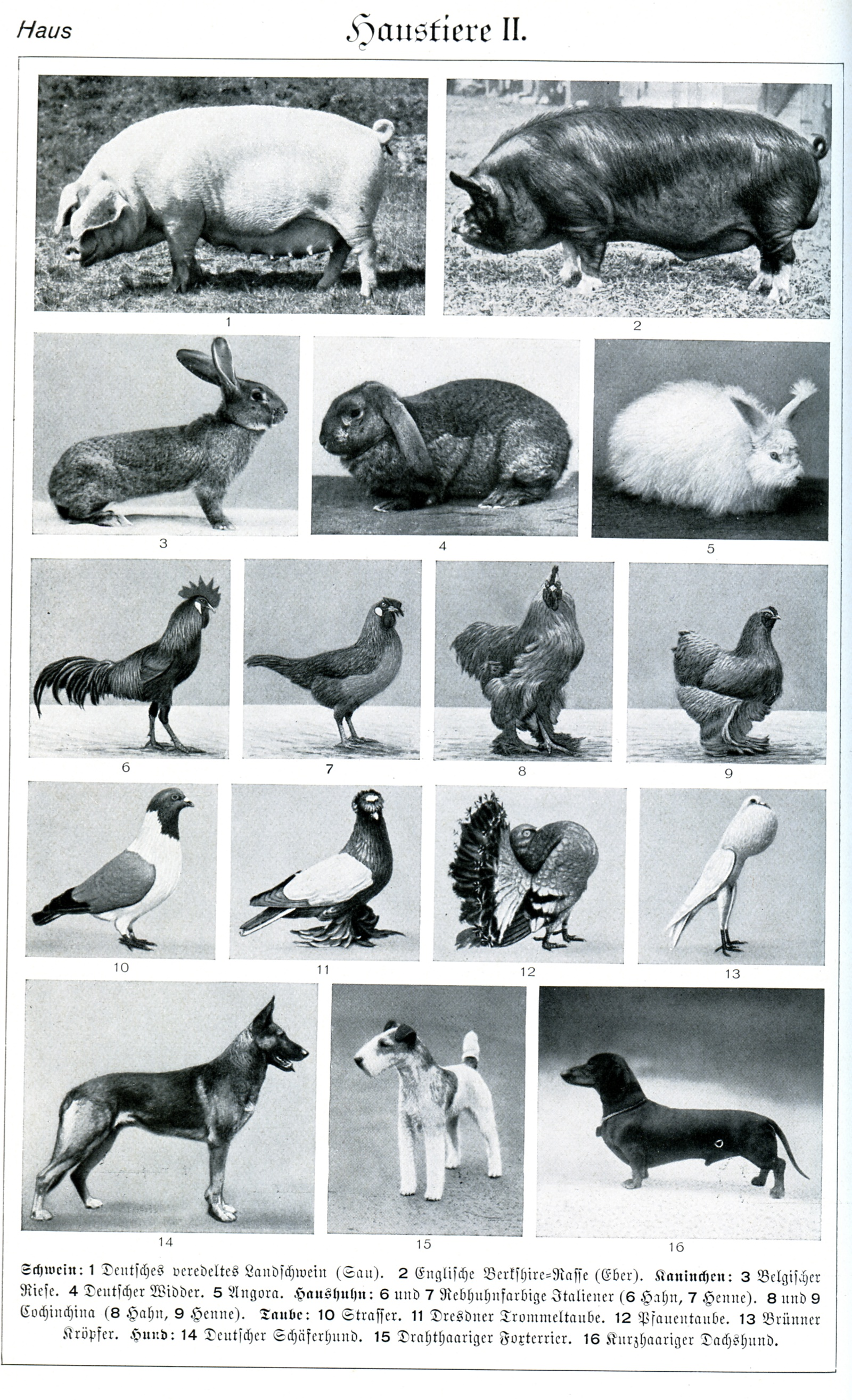
Variaciones morfológicas en diferentes animales domésticos. De arriba abajo: Cerdo, conejo, gallina, paloma, perro.

La selección artificial es cualquier proceso por el cual los criadores eligen qué características desean en una especie animal o vegetal determinada, permitiendo la reproducción de individuos con las características deseadas y negándosela a los que no las tienen, lo cual da como resultado que tras sucesivas generaciones, las poblaciones sujetas a dicha presión vayan cambiando; estos procesos son evidencia a favor de la selección natural. En el medio silvestre el "criador" sería la competencia por la supervivencia (relaciones cazador-presa,  fenómenos climáticos, preservación de la especie, enfermedades, etc.). Ejemplos de poblaciones de organismos que han evolucionado por medio de selección artificial son bastantes: 
- El perro doméstico (Canis lupus familiaris) fue producido mediante selección artificial a partir de poblaciones de lobo gris (Canis lupus); todas las variedades actuales de perro doméstico son producto de la selección artificial. La evidencia fósil más antigua de un perro domesticado fue encontrada en 2008 en la cueva Goyet de Bélgica, correspondiente a unos 31.700 años y al parecer asociado a la cultura auriñaciense.[11]

- El maíz doméstico (Zea mays) es descendiente del Teocintle (Una gramínea que genera muy pocos granos, como el Zea perennis), su evolución fue llevada a cabo por los agricultores del México prehispánico.[12]

- El canario doméstico (Serinus canaria domestica) es otro organismo que existe gracias a la selección artificial llevada a cabo durante siglos, a partir de ejemplares de Serinus canaria.

- El cuy (Cavia porcellus) es una especie de roedor originaria de América del Sur, su evolución se dio a partir de la hibridación de diferentes poblaciones del género Cavia y su posterior selección durante siglos.

- El banano doméstico (Musa × paradisiaca), cuyo fruto es consumido a nivel mundial, caracterizado por ser carnoso y de semillas pequeñas, desciende de la hibridación y posterior selección entre especies de la familia Musaceae, originaria de Indonesia. El fruto de esta planta silvestre no es tan carnoso, y sus semillas son enormes en comparación a las de sus descendientes artificiales.[13]

Otras especies y subespecies animales que existen gracias a la selección artificial son Bos primigenius taurus, Felis silvestris catus, Carassius auratus, Equus ferus caballus, entre muchas otras. En la crianza de aves como Agapornis y pericos australianos es común la conservación de mutaciones deseables. 

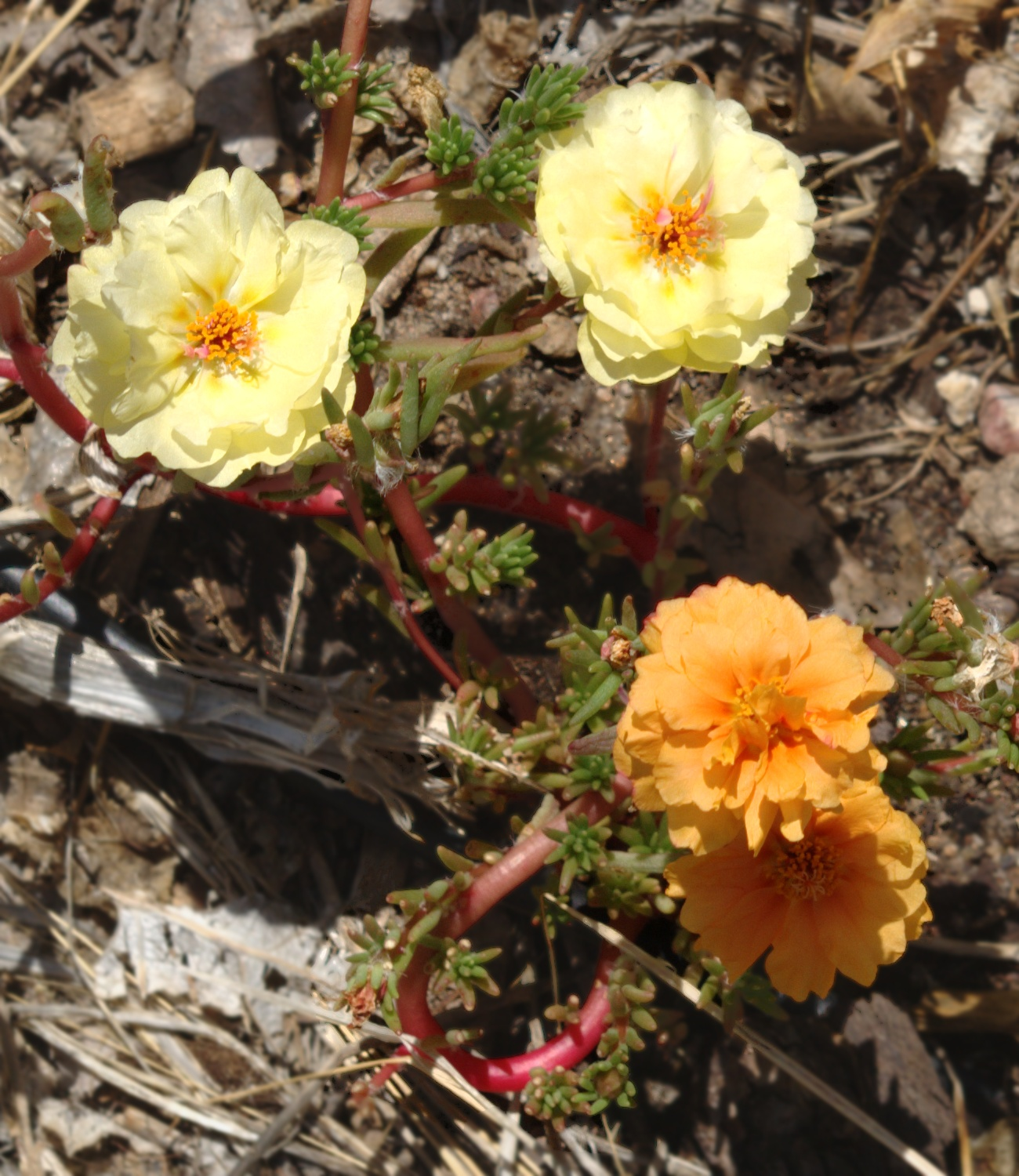
Rosas de la especie Portulaca grandiflora con mutación (las flores de color naranja). Los horticultores suelen seleccionar mutaciones como esta para producir nuevas variedades de flor.

Todos estos ejemplos son pruebas de que la propia variación genética, sometida a presiones reproductivas, genera a la larga cambios en las poblaciones. Cabe decir que los primeros naturalistas que estudiaron el mecanismo de la selección natural (Charles Darwin, Alfred Wallace) mencionaron a la selección artificial como prueba de ésta.

### Experimento de Dmitry K. Belyaev
En 1950 el genetista ruso Dmitry K. Belyaev (17 de julio de 1917 - 14 de noviembre de 1985) estaba muy interesado en los procesos evolutivos que llevaron a la aparición del perro. Su hipótesis era que las conductas dóciles en los canes conllevaban también cambios morfológicos, lo cual sugeriría que la docilidad fue fundamental en la evolución de estos animales. Llevó a cabo un experimento de selección genética, empezando con treinta machos y cien hembras de la especie de zorro Vulpes vulpes. El procedimiento consistió en conservar a los individuos más dóciles de cada generación (sin amaestrarlos); para determinar la docilidad, los zorros eran acariciados, se les daba de comer de la mano, etc., durante diferentes periodos de sus vidas. Conforme progresó la selección las nuevas generaciones presentaron cambios en su morfología con respecto a sus predecesores, sus colas se volvieron más cortas, les aparecían manchas blancas en el pelaje, sus orejas les caían, sus colas se enrollaban hacia arriba, se volvieron más prolíficos, su pelaje se volvió ondulado; todas éstas son características morfológicas comunes en varias razas de perro. El experimento no sólo aportó información para entender cómo evolucionó el perro, también mostró cómo es que los cambios en la conducta conllevan cambios morfológicos a lo largo de generaciones, y viceversa.

## Experimentos en animales

### Experimentación en ratones
En 1998, Theodore Garland, Jr. y sus compañeros, iniciaron un experimento a largo plazo en ratones de laboratorio, el experimento implica seleccionar a los ratones que corran más rápido sobre ruedas de ejercicio. Los ratones seleccionados han evolucionado y ahora corren hasta tres revoluciones más que los ratones que no fueron sometidos a cría selectiva (líneas de control); a los ratones bajo presión selectiva se les ha llamado High Runner (grandes corredores). Cuando se ensayó en una cinta rodante motorizada, los ratones HR exhibieron una capacidad aeróbica máxima muy elevada, y una variedad de otros rasgos que parecen ser adaptaciones que les proporcionan altos niveles de resistencia (por ejemplo, corazones más grandes, los huesos de las extremidades posteriores más simétricos). También exhiben alteraciones en la motivación y el sistema de recompensa del cerebro. Los estudios farmacológicos apuntan a alteraciones en la función de la dopamina y el sistema endocannabinoide.

### Experimentos con peces

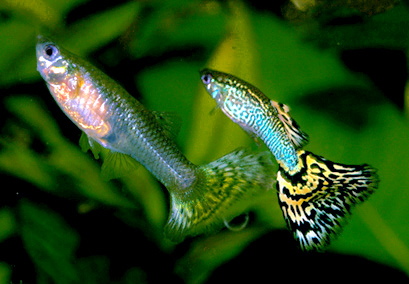
Hembra y macho del pez Poecilia reticulata

Los guppys (Poecilia reticulata) son peces dulceacuícolas nativos de Centroamérica, muy populares como peces de ornato. Su rápida reproducción los hace excelentes para realizar experimentos de biología evolutiva. Jonh Endler llevó a cabo en 1980 uno de los primeros experimentos de este tipo. Colocó en estanques a varios ejemplares de Poecilia reticulata, machos y hembras; los estanques eran de cuatro tipos: con grava fina en el fondo y con depredadores, con grava gruesa en el fondo y con depredadores, sin depredadores y con grava fina, sin depredadores y con grava gruesa. Los guppys que habitaron los estanques con depredadores mostraron, luego de algunas generaciones, cambios en sus patrones de coloración; aquellos que nadaban en agua con grava fina desarrollaron una coloración poco llamativa y manchas pequeñas, mientras que aquellos que nadaban en agua con grava gruesa desarrollaron manchas grandes, dichas adaptaciones sirvieron para confundir a los depredadores. En los estanques sin depredadores, los guppys machos desarrollaron coloraciones llamativas para atraer a las hembras, independientemente del tipo de grava. Este experimento y similares son pruebas en favor de la selección natural, de la selección sexual, y ayudan a comprender los mecanismos del mimetismo.

### Experimentos con moscas
El primer experimento llevado a cabo en poblaciones de Drosophila melanogaster fue realizado en 1980 por Michael R. Rose; desde entonces cientos de investigadores han trabajado con estas poblaciones durante al menos tres décadas. Experimentos recientes, buscaron analizar los patrones de la variación genética a lo largo de una escala evolutiva de más de mil generaciones de moscas; encontrando evidencia de que la selección actúa sobre la variación genética permanente, ya que poblaciones independientes replicadas exhibían una dinámica poblacional-genética similar.
Otro experimento llevado a cabo en Drosophila fue el dirigido por Gabriel Haddad; en este estudio se seleccionaron moscas capaces de completar todas etapas de su ciclo de vida, y de vivir en condiciones de niveles extremadamente bajos de O2 (hipoxia); esto con el fin de identificar (después de 200 generaciones) a aquellos genes que poseían niveles de expresión significativamente diferentes en contraste con moscas naïve.

### Lagartijas de Pod Mrcaru
En la isla de Pod Mrcaru, ubicada en el Mar adriático, fue liberada una población de lagartijas de la especie Podarcis sicula durante 1971. Las lagartijas provenían de la isla Pod kopiste, abundante en insectos (las lagartijas eran insectívoras), sin embargo en la isla de Pod Mrcaru no existe la misma diversidad de insectos, abundan más los arbustos. 36 años después, investigadores de la University of Massachusetts Amherst visitaron la isla para estudiar a las lagartijas introducidas; descubrieron que ante la carencia de insectos, los descendientes de las primeras lagartijas se habían adaptado a comer hojas: desarrollaron una cabeza más grande para dar una mejor mordida (las plantas requieren de mayor fuerza para masticación), su temperamento se tornó más dócil a comparación del de sus hermanos de Pod Kopiste (pues en Pod Mrcaru el alimento es abundante, y no es necesario ser territorial para conservarlo), sus patas se volvieron más cortas al no haber necesidad de correr para cazar. El cambio más sorprendente fue que comenzaban a desarrollar en su tracto digestivo nuevas estructuras (compartimientos para la fermentación del tejido vegetal) comunes en animales herbívoros. Los análisis genéticos confirmaron que estas lagartijas eran descendientes de las introducidas desde Pod Kopiste.

## Experimentos con microorganismos

Colonia de E. coli formándose. Nótese la velocidad a la que estos organismos se reproducen.

Los organismos microscópicos, tanto bacterias, arqueobacterias, protistas e incluso virus, han sido en los que mejor se han visto los fenómenos evolutivos, esto gracias a la velocidad con que se reproducen muchos, y la relativa sencillez de sus genomas y fisiología. El corto tiempo para que se produzcan nuevas generaciones convierte a los organismos microscópicos (principalmente bacterias) en excelentes candidatos para realizar experimentos evolutivos, y poder observar en pocos años grandes cambios genéticos (cosa que es más complicada con organismos macroscópicos, como animales).

### Evolución experimental en levaduras
Las levaduras son hongos unicelulares, usados en la industria alimentaria para fermentación de cervezas, vinos, lácteos, panes y demás productos. En diciembre de 2012 se publicó un estudio llevado a cabo en años anteriores por los investigadores William C. Ratcliff, Ford Denison, Mark Borrello y Michael Travisano, de la Universidad de Minnesota. El experimento consistió en aislar en tubos de ensayo a cepas de Saccharomyces cerevisiae. Mediante centrifugación, los organismos quedaban estratificados, los que formaban colonias quedaban en la parte inferior del tubo, éstos eran transferidos a un nuevo tubo de ensayo. Conforme las generaciones pasaron (luego de 60 ciclos), las colonias se volvieron cada vez más cooperativas, hasta el punto de ya no ser sólo un cúmulo de células nadando juntas, sino que permanecían interconectadas aún después de la división celular, y trabajando como un único organismo; también cambió su morfología, pareciéndose ahora a esféricos copos de nieve. Este experimento es un paso importante para entender cómo se desarrolló la multicelularidad.

### Experimentos en bacterias
El estudio de la evolución en bacterias es de suma importancia para muchas áreas del conocimiento biológico. En investigaciones biomédicas es una parte fundamental el análisis de la genómica evolutiva de las cepas patógenas, para así desarrollar antibióticos más eficientes contra bacterias resistentes. Uno de los experimentos más importantes en cuanto a evolución experimental se refiere, lo han llevado a cabo el microbiólogo Richard E. Lenski y su equipo, desde el año 1988 (continúa aún hoy). El experimento consistió en aislar cepas de Escherichia coli en cajas de petri (comenzando con 12 cultivos idénticos); cada cierto tiempo se analizaban las cepas y una parte de la población de cada caja era transferida a un nuevo medio de cultivo, la generación anterior era congelada para poder compararla tiempo después con las cepas descendientes. Para el año 2009 se contaba con aproximadamente 40,000 generaciones (equivalente a un millón de años de evolución humana). Los análisis genéticos de las cepas mostraron que en todas se producían mutaciones constantes, algunas proporcionaban ventajas significativas para la obtención de nutrientes y/o acelerar el ritmo de reproducción y crecimiento, e incluso la tasa de mutación; los organismos que tenían estas mutaciones ganaban terreno en el medio de cultivo por encima de los que no las tenían (o que no tenían mutaciones tan eficientes). El hallazgo más sorprendente fue el de una cepa que había evolucionado para nutrirse de almidón, un tipo de azúcar que E. coli no puede consumir.

### Experimentos en virus
Whicman y colaboradores adaptaron dos linajes (réplicas cultivadas en laboratorios separados geográficamente) de bacteriófagos a elevadas temperaturas y a un nuevo hospedador: Salmonella typhimurium; la adaptación a estas condiciones, fue evidente debido al incremento masivo de las tasas de crecimiento de los bacteriófagos a elevadas temperaturas. En este experimento se encontró que más del 96% de sustituciones de aminoácidos parecían ser adaptativas y que más de la mitad de los cambios de nucleótidos ocurrían en ambos linajes.

### Experimentos en protozoos
Bussotti y colaboradores aislaron amastigotes de Leishmania donovani y los cultivaron in vitro durante 3800 generaciones (36 semanas). El cultivo de estos parásitos permitió comprobar cómo se adaptaron a las condiciones in vitro compensando la pérdida de una quinasa relacionada con NIMA, importante para la correcta progresión de la mitosis, al aumentar la expresión de otra quinasa ortóloga según avanzaban las generaciones del cultivo. Además, se observó cómo L. donovani se adaptó al cultivo in vitro al reducirse la expresión de 23 tránscritos relacionados con la biogénesis flagelar y aumentarse la expresión de clusters de proteínas ribosómicas y RNA no codificantes como los RNA pequeños nucleolares. Los flagelos son considerados menos necesarios por el parásito en el cultivo in vitro y por tanto el paso de las generaciones leva hacia su eliminación, provocando un ahorro de energía por la menor motilidad para que la proliferación y velocidad de crecimiento en el cultivo sea mayor. Los snoRNA amplificados conllevan también una mayor biosíintesis ribosomal, mayor biosíntesis proteica y por tanto mayor velocidad de crecimiento del cultivo. Estas adaptaciones que se observaron a lo largo de las generaciones de parásitos están gobernadas por variaciones en el número de copias (CNV) e interacciones epistáticas entre los genes afectados, y permiten justificar la inestabilidad genómica que presenta Leishmania gracias a su regulación postranscripcional de la expresión génica.